# مايك سميث (لاعب كرة قدم)
مايك سميث (بالإنجليزية: Mike Smith) (22 سبتمبر 1935 بدربي في المملكة المتحدة - 23 أبريل 2013) هو لاعب كرة قدم بريطاني في مركز الدفاع. لعب مع برادفورد سيتي وديربي كاونتي ونادي ليمنجتون.

## وصلات خارجية
- مايك سميث على موقع قاعدة بيانات كرة القدم.إي يو (الإنجليزية)